# Lazarustaxon

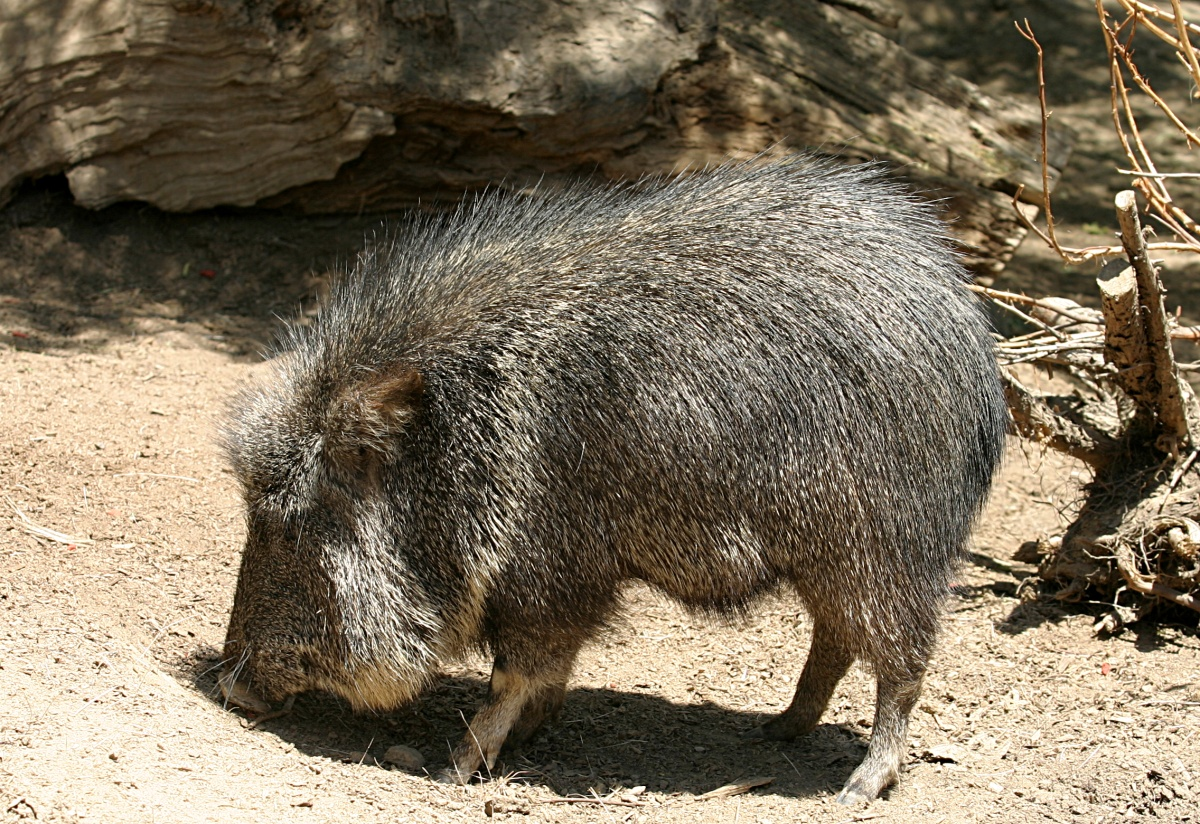
De chacopekari was als soort tot 1975 alleen bekend als fossiel. In dat jaar werden levende exemplaren ontdekt, zodat het een lazarussoort werd.

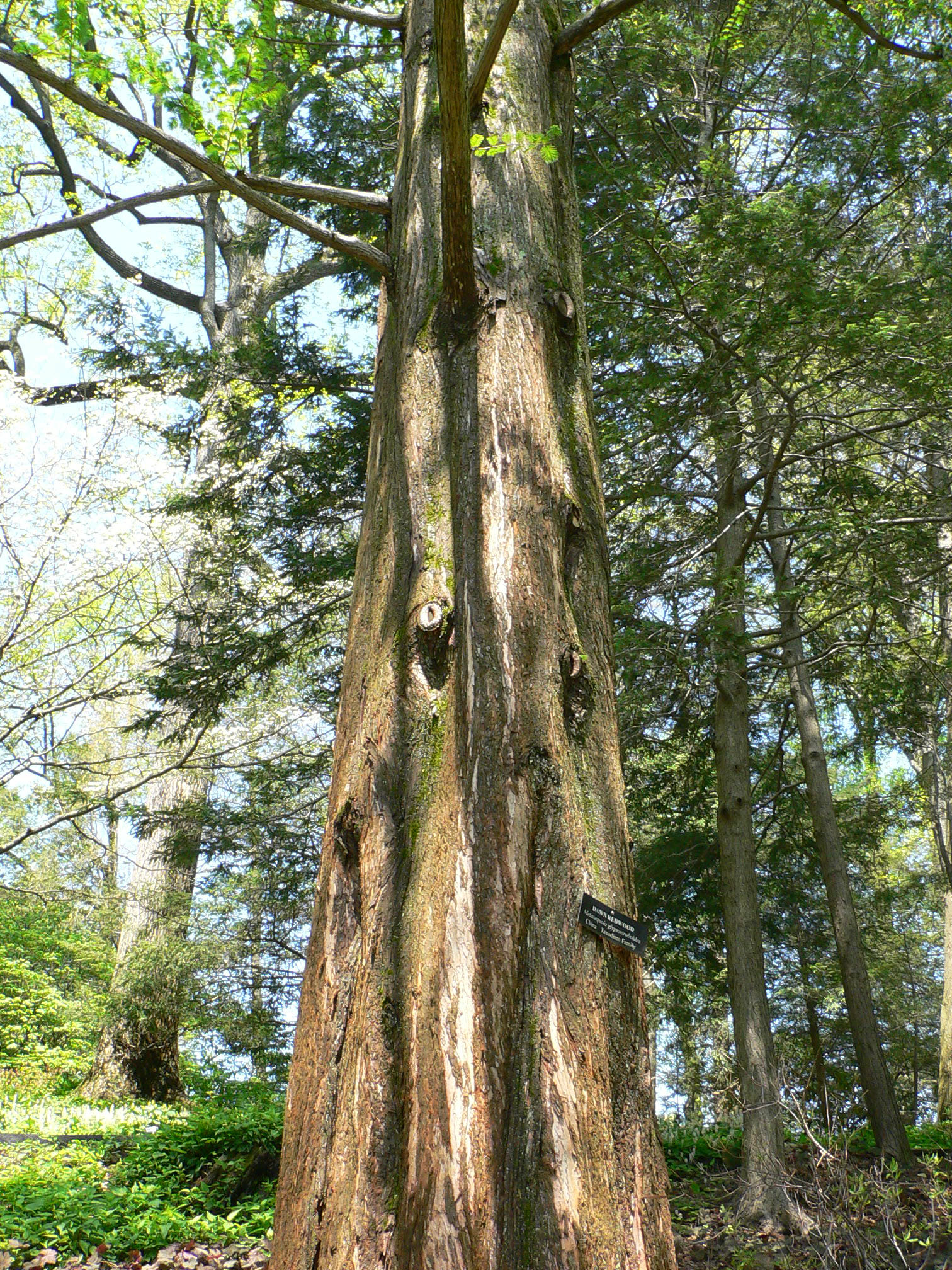
De watercipres (Metasequoia glyptostroboides) wordt gezien als levend fossiel.

Een lazarustaxon is in de paleontologie een taxon dat gedurende een of meerdere tijdperken verdwijnt, om later opnieuw te verschijnen. Lazarustaxa lijken daarom tijdelijk uit te zijn gestorven om later weer te verschijnen, een effect dat het lazaruseffect genoemd wordt. Dit kan verklaard worden als gevolg van het niet compleet zijn van fossiele opeenvolgingen of als gevolg van tijdelijke lokale uitsterving (dat wil zeggen: het taxon stierf lokaal uit maar werd later weer geïntroduceerd van elders).
Ook in de neontologie, het bestuderen van levende soorten, worden de termen lazaruseffect en lazarussoort gebruikt. Een lazarussoort is dan een soort die levend herontdekt wordt na lange tijd voor uitgestorven te zijn gezien.
Het woord lazarustaxon is afkomstig van Lazarus, een Bijbelse figuur die in het evangelie volgens Johannes door Jezus tot leven wordt gewekt. 

## Oorzaken
De fossiele opeenvolging is imperfect: maar een klein gedeelte van alle organismes raakt gefossiliseerd. Bij het bestuderen van fossielen moet hier rekening mee worden gehouden. Vooral als het aantal individuen binnen een taxon klein is, is de kans groot dat over een grote tijdspanne geen fossielen bewaard zijn gebleven. Gaten in de fossiele opeenvolging hoeven daarom niet per se door uitsterving te zijn veroorzaakt. Wanneer een gat echter gevuld wordt omdat nieuwe fossielen uit de tussenliggende tijdspanne ontdekt worden, zal het taxon niet langer als lazarustaxon worden aangemerkt.
Soms kunnen door homologieën (uiterlijke overeenkomsten) tussen twee niet-verwante soorten onterecht fossielen aan hetzelfde lazarustaxon worden toegeschreven. De jongere soort wordt dan een elvistaxon genoemd. De onjuiste interpretatie kan veroorzaakt zijn omdat slechts een paar onderdelen van het organisme bewaard zijn gebleven.